# Сонко, Момоду
Момоду́ Лами́н Сонко́ (швед. Momodou Lamin Sonko; род. 31 января 2005, Гётеборг) — шведский футболист, полузащитник клуба «Гент».

## Клубная карьера
Является воспитанником «Вестра Фрёлунды», где выступал за различные юношеские команды. В 12-летнем возрасте был приглашён на недельный просмотр в английский «Ливерпуль». Перед сезоном 2020 года перешёл в «Хеккен». В мае 2022 года подписал с клубом первый профессиональный контракт, рассчитанный на три года. В июле того же года вместе с юношеской командой дошёл до финала Кубка Готии. 30 августа впервые сыграл за основную команду в матче второго раунда кубка страны с «Эльмхультом», выйдя в стартовом составе и в перерыве уступив место Миккелю Рюгору. 2 сентября дебютировал в чемпионате Швеции в игре с «Варбергом», заменив на 79-й минуте Эрика Фриберга.

## Карьера в сборной
Выступал за юношеские сборные Швеции различных возрастов. В сентябре 2022 года за сборную до 19 лет принимал участие в товарищеском турнире. Дебютировал в её составе 24 сентября в игре с Австрией.

## Клубная статистика
| Выступление      | Выступление      | Выступление      | Лига | Лига | Кубки | Кубки | Конт. кубки | Конт. кубки | Итого | Итого |
| Клуб             | Лига             | Сезон            | Игры | Голы | Игры  | Голы  | Игры        | Голы        | Игры  | Голы  |
| ---------------- | ---------------- | ---------------- | ---- | ---- | ----- | ----- | ----------- | ----------- | ----- | ----- |
| Хеккен           | Алльсвенскан     | 2022             | 1    | 0    | 1     | 0     | 0           | 0           | 2     | 0     |
| Хеккен           | Итого            | Итого            | 1    | 0    | 1     | 0     | 0           | 0           | 2     | 0     |
| Всего за карьеру | Всего за карьеру | Всего за карьеру | 1    | 0    | 1     | 0     | 0           | 0           | 2     | 0     |